# ジップドラッグ
ジップドラッグは、ドラッグストアチェーンの株式会社ココカラファインヘルスケアが東海・関西地方の一部に展開する店舗ブランドの一つである。

## 概要
企業理念は「私たちは健康と美の分野で、顧客にかけがえの無い価値を提供する」。
2006年（平成18年）11月16日を期日として、株式会社ジップ・ホールディングスがシーズアンドアーパス、白沢ドラッグ、東洋薬局の3社を吸収合併し、ジップドラッグ株式会社に商号変更した。さらに、株式会社ライフォートと共同持株会社・株式会社アライドハーツ・ホールディングスを設立し、経営統合した。
2010年（平成22年）10月1日、当社の親会社であったアライドハーツ・ホールディングスが株式会社ココカラファイン ホールディングスに吸収合併され、同社は株式会社ココカラファインに商号変更。これにより、ライフォートと共にココカラファインのグループ企業となった。2013年（平成25年）4月1日には販売子会社の再編によりココカラファインヘルスケアとなったが、「ジップドラッグ」や統合前の店舗ブランドは統合後も同社が展開する店舗ブランドとして存続される。

## 沿革
- 2000年（平成12年）
  - 2月24日 - 株式会社ジップ・ホールディングス設立。
  - 5月 - ヤマモト薬局株式会社、株式会社白沢ドラッグ、株式会社東洋薬局の3社を株式交換により完全子会社化、持株会社となる。
- 2001年（平成13年）10月 - 株式会社アーパスを株式交換により完全子会社化。
- 2002年（平成14年）
  - 2月 - ヤマモト薬局とアーパスが合併し、株式会社シーズアンドアーパスとなる。
  - 12月 - 株式会社ドラッグタックヘルシーを子会社化。
- 2003年（平成15年）
  - 10月21日 - 白沢ドラッグとドラッグタックヘルシーが合併。
  - 12月24日 - ジャスダック市場(現在の東京証券取引所スタンダード市場)に上場。
- 2005年（平成17年）2月21日 - 東洋薬局が、同社の子会社・株式会社マイニチ薬局を吸収合併。
- 2006年（平成18年）11月16日 - ジップ・ホールディングスが、シーズアンドアーパス、白沢ドラッグ、東洋薬局の3社を合併し、ジップドラッグ株式会社に商号変更した上で、株式会社ライフォートとの共同持株会社となる親会社・株式会社アライドハーツ・ホールディングスを、株式移転により設立。
- 2010年（平成22年）10月1日 - 親会社のアライドハーツ・ホールディングスが株式会社ココカラファイン ホールディングスと経営統合し、商号を株式会社ココカラファインに変更。当社はココカラファインのグループ企業となる。
- 2012年（平成24年）
  - 4月18日 - ココカラファイン運営のネットショップ「ココカラファイン.ネット ジップドラッグ店」を開設。
  - 8月9日 - 親会社の社名を店舗ブランドとした「ココカラファイン メルサ栄店」をオープン。
  - 10月11日 - 「ココカラファイン アピタ敦賀店」をオープンし、福井県に進出。
- 2013年（平成25年）4月1日 - グループ内の販売子会社再編に伴い、セガミメディクス株式会社に吸収合併され解散（同社は合併に伴い、株式会社ココカラファインヘルスケアに商号変更）[1]。
  - この合併によるポイントカードの基本条件統一に伴い、「ジップポイントカード」の500円券の発行ポイントを一部店舗で実施されている500ポイントに引き下げた[2]。
  - 「ジップドラッグ」や前身企業が展開していた屋号名のままの店舗ブランドは同社の店舗ブランドとして存続される。

## 店舗展開

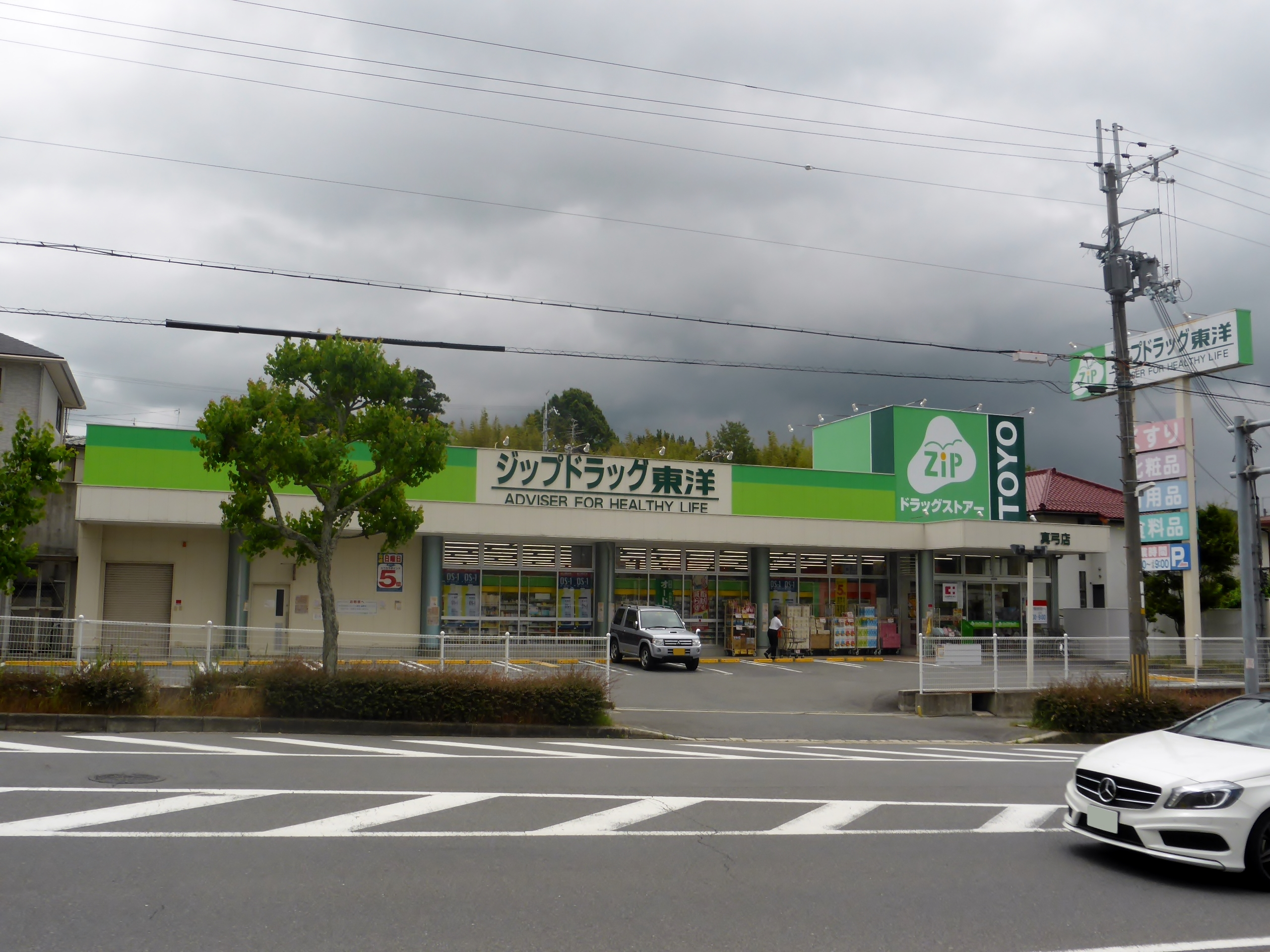
ジップドラッグ真弓店
（奈良県生駒市）
※写真の店舗は閉店するまで「ジップドラッグ東洋」の看板を掲げていた。

2022年5月時点で「ジップドラッグ」及び調剤薬局の「ジップファーマシー」の店舗ブランドで展開する店舗数は73店舗（うち、「ジップファーマシー」は7店舗）である。
屋号は「ジップドラッグ」に加え、地域に配慮するように前身企業の屋号名を付記した「ジップドラッグ(前身企業の屋号名)」でも展開している。また、岐阜県と愛知県の一部店舗は「Zipドラッグ」と表記する。
なお、ココカラファインヘルスケアへの統合後は「ココカラファイン」の屋号で新規出店が行われている上、改装に伴う「ココカラファイン」・「ココカラファイン薬局」への屋号変更や閉店に伴って店舗数は減少している。この影響により、統合直後には存在していた「ジップファーマシー（愛知県で展開）」・「ジップファーマシーシーズ（旧ヤマモト薬局で使用されていた屋号から改称、愛知県で展開）」・「ジップドラッグマイニチ（旧マイニチ薬局で使われていた屋号から改称、三重県で展開）」が消滅している。
- 東海地方（岐阜県4、静岡県4、愛知県22、三重県20）
  - ジップドラッグシーズ（※1） - 1店舗（静岡県）
  - ジップドラッグ白沢（※2） - 11店舗（岐阜県1、愛知県10）
  - ジップドラッグ東洋（※3） - 1店舗（三重県）
  - ジップファーマシー白沢（※2） - 7店舗（岐阜県1、愛知県6）
- 関西地方（滋賀県4、奈良県8、和歌山県11）
  - うち、「ジップドラッグ東洋（※3）」は3店舗（奈良県1、和歌山県2）

※1：旧ヤマモト薬局で使用されていた「ファミリードラッグ シーズ」・「シーズ調剤薬局」から改称した店舗
※2：旧白沢ドラッグで使用されていた「白沢ドラッグ」から改称した店舗
※3：旧東洋薬局で使用されていた「東洋薬局」から改称した店舗
「ジップドラッグ」や「ジップファーマシー」以外にも、前身企業の時の屋号のままで継承した店舗ブランドが一部あり、静岡県には「ファミリードラッグ シーズ」が1店舗、愛知県には「シーズ調剤薬局」が2店舗、「アーパス（旧アーパスで使用）」と「白沢ドラッグ」がそれぞれ1店舗ずつ、奈良県には「東洋薬局」が1店舗ある。なお、統合当初は愛知県に展開していた「シーズアンドアーパス（旧シーズアンドアーパスで使用）」は現在消滅している。